# Tussoo
Tussoo (Aussprache. tössū) war ein ostindisches Längenmaß in Bombay zur Zeit der britischen Hoheit. Es entsprach dem Zoll und war dort ein Grundmaß.
- 1 Tussoo =  1/16 Hath
- 1 Tussoo = 1/24  Göß/Guz
- 1 Tussoo = 12,6669 Pariser Linien = 2,857 Zentimeter